# Tilllate.com
tilllate.com war ein Schweizer Party- und Social-Network-Portal, das im Jahr 2000 gegründet wurde und sich auf die Dokumentation des Nachtlebens spezialisierte. Fotografen besuchten Clubs und Events, um Bilder der Partygäste aufzunehmen und diese zeitnah online zu veröffentlichen.

## Geschichte

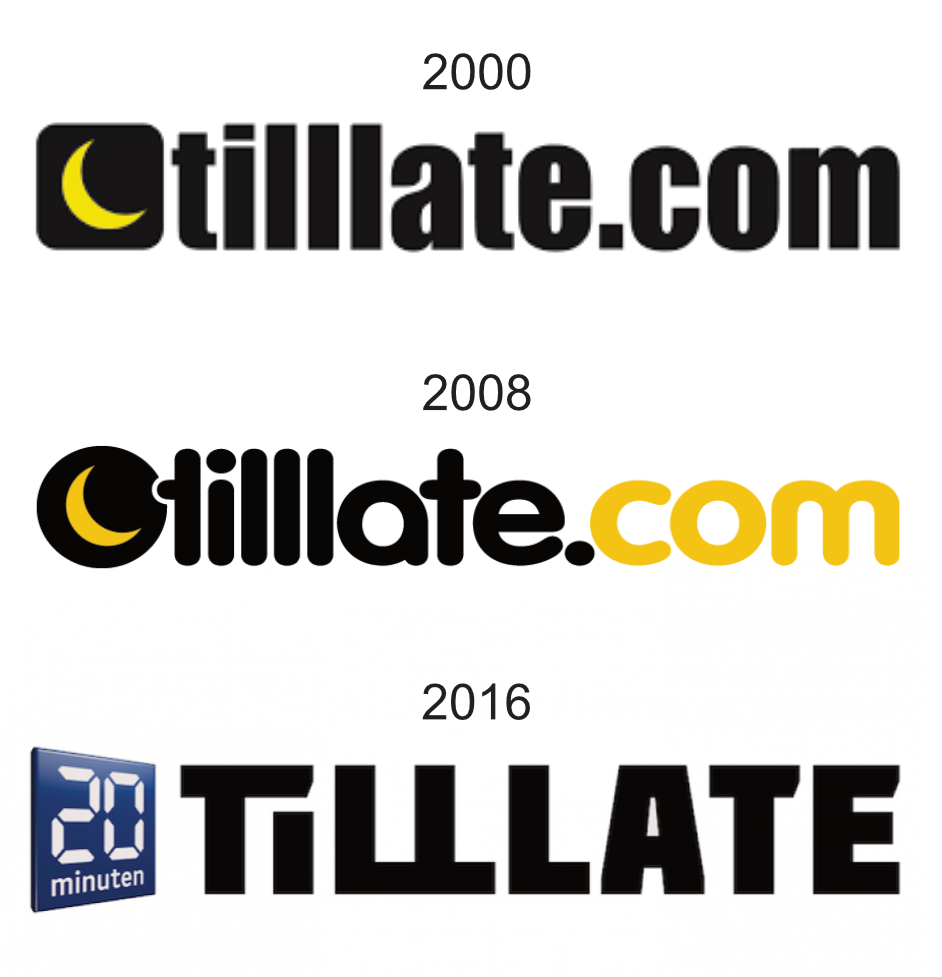
Das Logo von Tilllate wurde zweimal überarbeitet.

Im Jahr 2000 gründeten die ETH-Studenten Markus Popp, Silvan Mühlemann und André Schraner das Online-Portal tilllate.com. Die Plattform entwickelte sich rasch zu einer der bekanntesten Plattform für Partyfotografie im deutschsprachigen Raum.
Im Jahr 2003 expandierte tilllate.com ins Ausland, unter anderem nach England, Deutschland, Frankreich und Italien.
Die ständig steigende Reichweite weckte das Interesse des Medienunternehmens Tamedia AG, das 2007 begann, schrittweise Anteile am Schweizer Geschäft von tilllate.com zu erwerben. Im Februar 2009 erhöhte Tamedia seinen Anteil auf 86 %, wobei die verbleibenden 14 % bei den Gründern verblieben.
Mit dem Aufkommen sozialer Netzwerke wie MySpace, Facebook und später Instagram änderte sich das Nutzerverhalten. Partygänger begannen, ihre Fotos selbst zu teilen, was die Relevanz von Plattformen wie tilllate.com oder partyguide.ch verringerte. Diese Entwicklung führte zu einem Rückgang der Nutzerzahlen und stellte das Geschäftsmodell von tilllate.com infrage.
Ab 2016 wurde tilllate.com als Sub-Marke der Pendlerzeitung 20 Minuten geführt. Trotz dieser Integration gingen die Klickzahlen und Werbeumsätze weiter zurück. Im Jahr 2018 prüfte Tamedia die vollständige Integration in 20 Minuten, was letztendlich zum Verschwinden der Marke führte. Zum Jahresende 2018 wurde das zuletzt als Jugendkanal betriebene tilllate eingestellt und ging in 20 Minuten auf.

## Bedeutung
2005 gehörte die mobile Website von tilllate.com mit einer Monatsreichweite von 800'000 Besuchern zu den fünf meistbesuchten Seiten der Schweiz. Insgesamt wurde die Website im Dezember 2005 65 Millionen Mal angeklickt. 2008 verzeichnete die Seite 643.000 Mitglieder.
In der 2024 ausgestrahlten Serie des Schweizer Radio und Fernsehen (SRF) „Mindblow“ wird die Bedeutung von tilllate.com für die 2000er-Jahre hervorgehoben. Baptiste Planche, Leiter Fiktion bei SRF, beschreibt die Ära der frühen Nullerjahre mit „MusicStar, Nokia-Kulthandys und Tilllate-Partybildern“ als nostalgischen Rückblick für die Zuschauer. Der Mediensprecher der Bar & Club Kommission Zürich Alexander Bücheli hob die Bedeutung der Portale für Clubs wie auch Außenstehende hervor und konstatierte, die Gesellschaft bekam damit erstmals „einen Einblick ins Schweizer Nachtleben – die Partybilder wurden quasi demokratisiert.“